# Roman Krenek
Roman Krenek est un ancien sauteur à ski tchèque.

## Palmarès

### Championnats du monde
| Épreuve / Édition | Trondheim 1997 |
| Petit Tremplin    | 33e            |

### Coupe du monde
- Meilleur classement final: 46e en 1997.
- Meilleur résultat: 10e.

### Coupe Continentale
- Meilleur classement final: 3e en 1997.